# Prix Pólya (LMS)
Pour les articles homonymes, voir Prix Pólya.
Le prix Pólya est une récompense attribuée par la London Mathematical Society (LMS). Parmi les prix décernés par la LMS, en termes de prestige, ce prix arrive derrière la médaille De Morgan décernée tous les trois ans.
Le prix Pólya, ainsi nommé en l'honneur du mathématicien hongrois George Pólya, membre de la LMS pendant 60 ans, est remis les années non divisibles par trois, c'est-à-dire les années où la médaille De Morgan n'est pas attribuée. Il a pour but de reconnaître une contribution remarquable entrant dans le champ des mathématiques, recherche ou enseignement, à l'intérieur du Royaume-Uni.
Il ne peut jamais être donné à une personne qui aurait déjà reçu auparavant la médaille De Morgan.
Ce prix ne doit pas être confondu avec le Prix George Polya, décerné par la SIAM (Society for Industrial and Applied Mathematics), décerné à Boston.

## Lauréats
- 1987 : John Conway
- 1988 : C. T. C. Wall
- 1990 : Graeme Segal
- 1991 : Ian G. Macdonald
- 1993 : David Rees
- 1994 : David Williams
- 1996 : David Edmunds (de)
- 1997 : John Hammersley
- 1999 : Simon Donaldson
- 2000 : Terence Lyons
- 2002 : Nigel Hitchin
- 2003 : Angus Macintyre
- 2005 : Michael Berry
- 2006 : Peter Swinnerton-Dyer et Wendelin Werner
- 2008 : David Preiss
- 2009 : Roger Heath-Brown
- 2011 : E. Brian Davies
- 2012 : Dan Segal
- 2014 : Miles Reid
- 2015 : Boris Zilber
- 2017 : Alex Wilkie
- 2018 : Karen Vogtmann
- 2020 : Martin Liebeck
- 2021 : Ehud Hrushovski
- 2023 : F. C. Kirwan
- 2024 : G-Q. G. Chen